# Екінлік (острів)
Екінлік (Коїталі; тур. Ekinlik, грец. Κούταλη) — невеликий острів у Мармуровому морі біля берегів Туреччини, зі складу островів Пашалімани. Адміністративно острів належить до ілу Баликесір.
Екінлік є крайнім північно-західним з усієї групи, на півночі протокою Мармара відокремлений від острова Мармара, а на південному сході протокою Екінлік від сусіднього острова Авша.
Миси:
- на заході — Орта-Авлу
- на півдні — Мармара (Сент-Тріада)

Острів має видовжену із заходу на схід форму, трохи вигнутий на північ. Гористий, на півночі берег скелястий, на півдні рівнинний.
На острові присутнє населення, зосереджене у єдиному поселенні Екінлік.